# اچ‌ام‌اس دانکن (۱۹۰۱)
اچ‌ام‌اس دانکن (۱۹۰۱) (به انگلیسی: HMS Duncan (1901)) یک کشتی بود که طول آن ۴۳۲ فوت (۱۳۲ متر) بود. این کشتی در سال ۱۹۰۱ ساخته شد.